# Tây Hưng
Tây Hưng là một xã thuộc huyện Tiên Lãng, thành phố Hải Phòng, Việt Nam.
Xã Tây Hưng có diện tích 76,27 km², dân số năm 1999 là 3014 người, mật độ dân số đạt 40 người/km².
Đây là địa phương có dự án Đường cao tốc Ninh Bình – Hải Phòng đi qua.